# ちっかーず
ちっかーずは、徳島県が設定したマスコットキャラクター。2007年に開催された第22回国民文化祭（おどる国文祭）において初めて登場した。厳密に述べれば、「ちっかーず」は6名のメンバーで構成されるグループ名であるが、あまり区別されず個々のメンバーについても「ちっかーず」と呼ばれる。

## 概要
小松島市の名産品である竹ちくわをモチーフとしたキャラクターで、徳島でちくわを「ちっか」と呼ぶことから命名された。第22回国民文化祭（2007年）の開幕まで500日となる2006年6月16日に誕生、徳島県のマスコット・すだちくんと共に国民文化祭を応援した。
国民文化祭の閉幕と共に役目を終えたかと思われたが、その後、2008年に開幕したとくしまマラソンのメインキャラクターに起用された。この起用について徳島県が発行するメールマガジン「とくめる」は「国民文化祭終了後、再就職して初の大役！」と述べている
。以降、とくしまマラソンのメインキャラクターを毎年務め（2018年現在）、その他の県内イベントにも参加している。

## キャラクター
竹ちくわに手足をつけたような容姿で、顔はすだちくんの顔立ちに極似して常に笑顔を絶やさない。頭部に鉢巻、胸に「ちっか～ず」と書かれた名札をつける（イラストでは胸に直接ちっかーずのロゴタイプを記す）。メンバー6名の外観上の違いは、この鉢巻と名札の色（赤、青、緑、紫、オレンジ、ピンク）だけである。鉢巻の色と名札の色は一致していない場合もある。鉢巻にはイベントの告知や「がんばるジョ～」などのメッセージが書かれるが、鉢巻を付けていない場合もある。
- 6名のメンバーは鉢巻の色の名前で「○○ちっか」と呼ばれることがある。赤をリーダーとし、オレンジちっかは東京に単身赴任して首都圏でのＰＲ活動に専念しているとされる。
- すだちくんとはよく共演し、すだちくんと共に踊るダンスを「すだちっかダンス」と称する。
- 6体そろって「ちっかーず」という設定[1]であるが、必ずしも常に6名が揃っているわけではなく、徳島県は人数に関する活動上の規定を特に示していない[5]。